# Lonchodiodes tagalicus
Lonchodiodes tagalicus är en insektsart som först beskrevs av Carl Stål 1877.  Lonchodiodes tagalicus ingår i släktet Lonchodiodes och familjen Phasmatidae. Inga underarter finns listade i Catalogue of Life.